# Dvaita-advaita
Dvaita-advaita of dvaitadvaita (Sanskriet: द्वैताद्वैत), in het Nederlands ook wel het dualistisch non-dualisme genoemd, is een filosofie binnen het hindoeïsme die elementen van zowel het dualisme als het non-dualisme combineert. Het probeert een balans te vinden tussen deze twee ideeën. Dvaita-advaita wordt voornamelijk in verband gebracht met Nimbarka, een Indiase filosoof die deze leer ontwikkelde en integreerde binnen de bredere traditie van de vedanta.
Er zouden drie principes zijn van het zijn; Brahman, chit (bewustzijn) en achit (materie). Volgens dvaita-advaita kunnen deze drie principes niet volledig identiek zijn, want dat zou in strijd zijn met de heilige teksten (zoals de Upanishads), die duidelijk maken dat ze verschillend zijn. Maar ze kunnen ook niet volledig verschillend zijn, want dat zou betekenen dat het goddelijke niet overal kan zijn en dat ze niet echt met elkaar kunnen samenwerken.

## Essentie van de leer
De kern van de filosofie is dat de ziel en het niet-bewustzijnde, materiële universum zowel onderscheiden als niet-onderscheiden zijn van Brahman, de ultieme realiteit of God. Enerzijds zijn de ziel en God verschillend (dualisme), maar tegelijkertijd zijn ze ook onlosmakelijk verbonden en in wezen één (non-dualisme). Dit betekent dat, hoewel er een onderscheid is tussen de ziel en het goddelijke, ze niet volledig gescheiden zijn. De wereld en de zielen hebben hun eigen identiteit, maar zijn uiteindelijk afhankelijk van en verbonden met God.
Hoewel zonnestralen deel uitmaken van de zon en zonder haar niet kunnen bestaan, hebben ze toch hun eigenheid doordat ze zich van de zon verwijderen en zich verspreiden. Op dezelfde manier zou de ziel en het universum voortkomen uit Brahman en daardoor worden onderhouden, maar toch een zekere individualiteit behouden. De relatie tussen God, de ziel en het universum is volgens dvaita-advaita niet statisch. Het is dynamisch en onderling afhankelijk. De ziel zou eeuwig individueel, bewust en vrij zijn, maar zou ook afhankelijk zijn van Brahman voor haar bestaan. Het universum, in al zijn materiële aspecten, is ook een uitdrukking van Brahmans scheppende kracht.
Brahman wordt beschreven als zowel de schepper van de wereld als het materiaal waaruit de wereld bestaat. Dit betekent dat hij niet alleen de wereld bedenkt en maakt, maar dat de wereld ook direct voortkomt uit zijn wezen. De jiva's (zielen) komen voort uit hem, zijn afhankelijk van hem, zijn ontelbaar en actief.

## Verschil met advaita
De gedachte dat de wereld voortkomt uit iets wat onwerkelijk is, zoals avidya (onwetendheid) of maya (illusie), zoals in de advaita-filosofie wordt geloofd, wordt door dvaita-advaita volledig verworpen. Volgens dvaita-advaita is Brahman niet een onpersoonlijk kosmisch bewustzijn, maar een persoonlijke God, identiek aan Krishna, die alles weet, alles kan, overal aanwezig is en de uiteindelijke oorzaak is van alles wat bestaat. Hij kan zichzelf manifesteren in verschillende vormen, zowel spiritueel als materieel, zonder zijn eigenheid te verliezen.